# Znělá bilabiální ploziva
Znělá bilabiální ploziva je souhláska, která se vyskytuje v mnoha jazycích. V mezinárodní fonetické abecedě se označuje symbolem b, číselné označení IPA je 102, ekvivalentním symbolem v SAMPA je b.

## Charakteristika
- Způsob artikulace: ražená souhláska (ploziva). Vytváří se pomocí uzávěry (okluze), která brání proudění vzduchu a je na posléze uvolněna, čímž vzniká zvukový dojem – od toho též označení závěrová souhláska (okluziva).
- Místo artikulace: obouretná souhláska (bilabiála). Uzávěra se vytváří mezi oběma rty.
- Znělost: znělá souhláska – při artikulaci hlasivky kmitají. Neznělým protějškem je p.
- Ústní souhláska – vzduch prochází při artikulaci ústní dutinou.
- Středová souhláska – vzduch proudí převážně přes střed jazyka spíše než přes jeho boky.
- Pulmonická egresivní hláska – vzduch je při artikulaci vytlačován z plic.

## V češtině
V češtině se tato hláska zaznamenává písmenem B, b.